# La alianza (novela)
La alianza es una novela escrita por el autor estadounidense James A. Michener. Fue publicada en 1980 por la editorial Random House. La alianza es una novela histórica que narra la historia de Sudáfrica desde la prehistoria hasta los años 1970.

## Resumen del argumento
La novela está ambientada en Sudáfrica, en donde cohabitan gran multitud de razas: bantúes, mulatos, ingleses, afrikáneres, hindúes y chinos. La novela describe la historia del país desde los tiempos prehistóricos hasta los años 1970.
Michener escribe gran parte de la historia desde el punto de vista de los afrikáneres, quienes son descendientes de los colonizadores holandeses y de hugonotes franceses que emigran a África buscan libertad para practicar su religión. La colonización de Sudáfrica empezó en el siglo XVII, cuando los holandeses empezaron a usar el área actualmente ocupada por Ciudad del Cabo como un puesto de reabastecimiento y comercio para las naves que viajaban entre Holanda y Java. La nueva colonia atrajo inmigrantes de otras naciones europeos, quienes junto a los holandeses se consideraban «israelitas» en una nueva «Tierra Prometida». Los afrikáneres, basados en el Antiguo Testamento, creían que Dios favorecía sus planes de conquista. Su estricta interpretación de la Biblia los ayuda durante el Gran Trek, en las batallas contra los zulúes y otros pueblos bantúes, en la Guerras de los Bóeres y durante el establecimiento del apartheid.
Michener describe que la opresión de los bantúes por parte de los afrikáneres fue causada en parte por la animosidad de los holandeses hacia los ingleses, quienes tomaron control político y económico del sur de África en 1795 y trataron de cambiar el estilo de vida de los colonizadores con reformas tales como la abolición de la esclavitud.
La novela incluye personajes ficticios e históricos. Las experiencias de la familia ficticia van Doorn sirven para ilustrar el patrimonio holandés y francés en Sudáfrica. Asimismo, la familia ficticia Saltwood representa a los colonizadores ingleses y la familia Nxumalo representa a los bantúes. Entre las figuras históricas que aparecen en la novela están Shaka, Mahatma Gandhi, Cecil Rhodes, Winston Churchill y Paul Kruger.